# Solanum ochranthum
Solanum ochranthum är en potatisväxtart som beskrevs av Michel Félix Dunal. Solanum ochranthum ingår i släktet skattor som ingår i familjen potatisväxter. Inga underarter finns listade i Catalogue of Life.